# 弗莱特伦
弗莱特伦（荷蘭語：Vleteren，法語發音：[ˈvleːtərə(n)]）是比利时弗拉芒大區西佛兰德省伊珀尔区的一个市镇，通行荷蘭語，是弗拉芒社群的一部分，面积38.58平方千米，人口3,659人（2018年1月1日）。